# Rómeó és Júlia (film, 1968)
A Rómeó és Júlia (eredeti cím: Romeo e Giulietta / Romeo and Juliet) 1968-ban készült színes, olasz–amerikai filmdráma. Franco Zeffirelli alkotása William Shakespeare (1564–1616) ismert tragédiájának legnépszerűbb filmváltozata. A rendező szakított az addigi színjátszási hagyományokkal, és a főszerepekre olyan fiatalokat választott, akiknek valós életkora nagyjából megegyezett Shakespeare szereplőinek életkorával. A Zeffirelli iránti tiszteletből Laurence Olivier elvállalta, hogy elmondja a prológust és az epilógust, illetve angolra szinkronizálja a Montague grófot játszó Antonio Pierfedericit. (Olivier neve nem szerepel a stáblistán.) A zenét Federico Fellini állandó munkatársa, Nino Rota komponálta: a szerelmi téma óriási sikert aratott, és a bemutató óta számos világhírű előadó tűzte műsorára.

## A cselekmény
„Két nagy család élt a szép Veronába,

Ez lesz a szín, utunk ide vezet.

Vak gyűlölettel harcoltak hiába,

S polgárvér fertezett polgárkezet.

Vad ágyékukból két baljós szerelmes

Rossz csillagok világán fakadott,

És a szülők, hogy gyermekük is elvesz,

Elföldelik az ősi haragot.

Szörnyű szerelmüket, mely bírhatatlan,

Szülők tusáját, mely sosem apad,

Csak amikor már sarjuk föld alatt van:

Ezt mondja el a kétórás darab.

Néző, türelmes füllel jöjj, segédkezz,

És ami csonka itten, az egész lesz.”
A helyszín Verona, ahol a két nagy hatalmú család, a Capuletek (jellegzetes színeik: a narancssárga, a piros és a sárga) és a Montague-k (jellegzetes színeik: kék, ibolya és fekete) között évek óta tartó viszály áll fenn, melynek okait nem ismerjük meg. Történetünk a város főterén kezdődik, ahol a két család képviselői ismét összetűzésbe keverednek. A Montague-khoz tartozó Benvolio már-már sikerrel véget vet a csetepaténak, amikor megjelenik a Capulet család indulatos tagja, Tybalt, aki kigúnyolja Benvoliót. A perpatvar folytatódik, immár mindkét házból felfegyverkezett férfiak sietnek a főtérre. A küzdelemnek a herceg érkezése vet véget, aki elrendeli, hogy mindenki dobja a földre a fegyverét. Szigorúan megdorgálja mindkét család fejét, hogy immár harmadszor szegik meg a békét, és halállal fenyegeti meg őket, amennyiben erre még egyszer sor kerül. Utána parancsba adja, hogy mindenki térjen haza. Montague-né az egyik sebesült ápolása közben Rómeó iránt érdeklődik, akit nem látott a küzdőfelek között. Benvolio azt feleli, hogy napkelte előtt a város határában látta Rómeót sétálni. Amikor az ifjú váratlanul megjelenik, Benvolio arra kéri Montague urat és feleségét, hogy hagyják őket magukra, amíg kifaggatja Rómeót különös viselkedéséről. Beszélgetésüket a Montague-ház néhány sebesültjének szállítása szakítja félbe. Rómeót felzaklatja a látvány, elrohan, de Benvolio követi.

Montague gróf és felesége (Antonio Pierfederici és Esmeralda Ruspoli)

Nem sokkal később a Capulet-ház feje beszélget Páris gróffal, aki megkérte Capulet egyetlen lánya, Júlia kezét. A ház ura arra emlékezteti Párist, hogy Júlia még túl fiatal (mindössze 14 éves). Meghívja azonban a grófot a házában tartandó bálra, ahol Júliával is találkozhat. A lányt e közben az anyja hívatja a dajka által. Capuletné elmondja Júliának, hogy Páris gróf érdeklődik iránta. A lányka szófogadóan azt feleli, hogy kedves lesz az udvarlójával, amennyiben megnyerőnek találja őt. Sötétedéskor Rómeó és jó barátja, Mercutio – aki a herceg unokatestvére – álarcban megjelennek a Capulet-család bálján. Mercutio azzal ugratja barátját, hogy talán bizony szerelmes, azért viselkedik olyan furcsán. A bálon Rómeó és Júlia megpillantják egymást. Szívükben azonnal vonzalom támad a másik iránt, bár még nem tudják, hogy szüleik viszálykodása miatt ők tulajdonképpen ellenségek. A jelen lévő Tybalt felismeri Rómeót, és bepanaszolja őt Capuletnél. A ház ura mérsékletre inti felesége unokaöccsét: arra hivatkozik, hogy az ifjú Rómeó jó hírnek örvend, tisztességes, jó modorú fiatalembernek tartják. (Valószínűleg Capulet nem szeretne szembeszegülni a herceg parancsával sem.) Capuletné azonban közbelép, és úgy tűnik, férje helyett inkább a heves vérmérsékletű Tybalt oldalán áll.
Rövidesen mindkét fiatal megtudja, hogy kicsoda a másik, de ennek addigra már nincs jelentősége számukra: a szerelem érzése még ezt az információt is háttérbe szorítja. Később a szerelmes Rómeó bemászik a Capulet-ház kertjébe, és megpillantja az erkélyen magányosan álldogáló Júliát, aki magányában hangosan vall a Rómeó iránti érzelmeiről. A fiatalember felmászik kedveséhez, és biztosítja őt szerelméről. Júlia azt mondja neki, hogy ha szándékai komolyak, másnap üzenetet küld számára, de ha nem, akkor felejtsék el egymást. Másnap Rómeó már hajnalban a kedélyes Lőrinc baráthoz rohan, hogy beavassa őt a terveibe. A derék barát először megütközéssel fogadja a tervezett házasság hírét, de aztán belátja, hogy talán ez a legjobb módja annak, hogy véget érjen a két család közötti viszálykodás. Éppen ezért beleegyezik abba, hogy összeeskesse a fiatalokat. Később Rómeó találkozik Júlia küldöncével, a dajkával, akit azonban Mercutio otrombán megtréfál. A dajka vállalja, hogy átadja Rómeó üzenetét Júliának. A lány valóban megjelenik a titkos szertartáson, ahol Lőrinc barát összeadja őket.
Aznap délután Benvolio és Mercutio a piactéren sétálgatnak. Benvolio nehezen viseli a hőséget, ezért arra kéri Mercutiót, hogy menjenek el a térről. Valójában attól fél, hogy újra megjelennek a Capulet klán tagjai, és újabb csetepatéra kerül sor. Mercutio nem törődik barátja kérésével, hanem a hőség elől egyszerűen bemászik egy szökőkútba. Nem sokkal később valóban megjelennek a Capuletek, Tybalt vezetésével. Az egyébként is heves vérmérsékletű fiatalember még mindig forrong az előző este miatt, amikor Rómeó beosont a Capuletek báljára, ő pedig kénytelen volt elviselni a ház urának dorgálását. Hamarosan megjelenik Rómeó is, az esküvőjétől még mindig örömittasan. Tybalt megpróbálja útját állni, ám Rómeó egy barátságos kézszorítással elejét veszi a konfliktusnak. Tybalt nem fogadja el a gesztust, kezét tüntetőleg megmossa a szökőkútban, miközben összefröcsköli Benvoliót és Mercutiót. Nevetve távozni készül, ám a megsértett Mercutio kiugrik a medencéből, és Rómeó tiltakozása ellenére kardot ránt. A párbaj eleinte félig-meddig tréfásan zajlik, ám Tybalt fokozatosan elveszíti önuralmát. Rómeó megpróbál a kardozók közé állni. Tybalt a küzdelem hevében – nem szándékosan – mellbe szúrja Mercutiót. A vér látványa megdöbbenti, pánikba esik, és barátai javaslatára sietősen távozik. A Montague-k – akik nem látták a szúrást – hangosan ünneplik Mercutio győzelmét. A sebesült ifjú derekasan igyekszik talpon maradni, sebét zsebkendőjével takarja. Amikor összeesik, barátai azt hiszik, csak tréfál. Aztán Rómeó felemeli a zsebkendőt Mercutio mellkasáról, és meglátja a fiatalember sebét. A társaság ekkor eszmél rá arra, hogy Mercutio meghalt.

A végzetes párbaj (középen: Michael York)

Rómeót a tragédia hatására a bosszú érzése ragadja magával. Magához veszi Mercutio véres zsebkendőjét, és Tybalt után ered. Sem Benvolio, sem más nem tudja megállítani. Miután utoléri Tybaltot, az arcába nyomja a véres zsebkendőt. A kardok ismét előkerülnek, és ádáz küzdelem veszi kezdetét. Az indulat vezeti mindkét ifjú kezét, ám végül Rómeó az, aki halálos döfést mér Tybaltra. Amikor az ifjú összeesik, Rómeó indulatai elpárolognak, és döbbenten áll a holttest fölött, azon gyötrődve, hogyan volt képes ilyen tettre. Benvolio kituszkolja őt a piactérről, és figyelmezteti, hogy halál vár rá, ha a herceg kezére kerül. Tybalt halálhíre hamar eljut a Capulet-házba: a dajka és Júlia együtt siratják a halottat, de Júlia azonnal a dajka ellen fordul, amikor az fájdalmában Rómeót átkozza. Közben mindkét család a maga halottjával a herceg székhelye elé vonul, hogy az uralkodó ítéletét kérje. A herceg Benvoliót kérdezi a halálos küzdelem részleteiről, a Capuletek azonban félbeszakítják a fiatalember beszédét. Capuletné Rómeó kivégzését követeli, a herceg viszont emlékezteti őt arra, hogy Tybalt volt, aki megölte Mercutiót. Montague kegyelemért könyörög Rómeó számára, mondván, hogy az ifjú csak azt tette, amit a törvény is megtett volna. A herceg szigorú ítéletet mond: elrendeli Rómeó száműzetését, ugyanakkor azt is hozzáteszi, hogy amennyiben a városban van még, és elfogják, halállal kell lakolnia.

Az esküvő (Leonard Whiting és Olivia Hussey)

Rómeó Lőrinc barát cellájában talált menedéket, ahová rövidesen megérkezik a dajka is, hogy híreket hozzon Júliáról, aki Rómeó miatt talán még jobban búsul, mint Tybalt tragikus halála miatt. Rómeó a szomorú hírek hallatán felindulásában majdnem egy tőrt döf magába, de Lőrinc barát még idejében lefegyverzi. A barát a dajkát arra utasítja, hogy próbálja elérni, hogy a Capulet-házban mindenki korán lefeküdjön, Rómeót pedig odaküldi, hogy vigasztalja meg Júliát. Azt viszont a lelkére köti, hogy másnap kora reggel távozzon a közeli Mantovába, és ott várja meg az ő újabb üzenetét. A fiatalok szerelmes éjszakát töltenek együtt. Alighogy Rómeó távozik a lánytól, megjelenik Capuletné, és elmondja, hogy Júliát férjhez fogják adni Páris grófhoz. A lány könnyekben tör ki, és megtagadja az engedelmességet. Capuletné beszámol Júlia viselkedéséről a férjének, aki tajtékozva rohan be lánya szobájába, és azt mondja neki, hogy vagy férjhez megy Párishoz, vagy kitagadják. Capuletné nem hajlandó arra, hogy lánya érdekében közbenjárjon a férjénél az esküvő elhalasztása ügyében. Távozása után Júlia a dajkától remél vigaszt, ám az asszony érzelmei megváltoztak Rómeó iránt, és azt tanácsolja a lánynak, hogy egyezzen bele a házasságba. Júlia ekkor felszólítja őt, hogy tudassa a szüleivel, miszerint tanácsért és feloldozásért felkeresi Lőrinc barátot.
Lőrinc barátnál épp Páris van látogatóban, mikor megérkezik Júlia. A vőlegény távozik, a lány pedig arra kéri a barátot, hogy segítsen neki, mert inkább megöli magát, semmint Páris felesége legyen. Lőrinc barát ravasz tervet dolgoz ki. Azt tanácsolja Júliának, hogy menjen haza, kérjen bocsánatot a szüleitől, és színleg egyezzen bele a házasságba. Este pedig vegye be azt a szert, amit ő ad neki: ettől 42 órára olyan állapotba fog kerülni, mintha meghalt volna. Amíg Júlia a szer hatása alatt lesz, a barát üzenni fog Rómeóért, és mire Júlia a kriptában magához tér, a férje fogja várni: együtt menekülnek majd Mantovába. A lány pontosan úgy cselekszik, ahogyan a barát tanácsolja. A Capulet család valóban holtnak hiszi Júliát, és testét a családi sírboltba helyezik. Lőrinc barát lovas küldöncöt indít Rómeóhoz. Arra azonban nem számított, hogy a fiatalember szolgája, Boldizsár tanúja lesz a szomorú eseményeknek, és azonnal Rómeóhoz vágtat, hogy tájékoztassa őt a tragédiáról. A két fiú Verona felé vágtatva éppen elkerüli Lőrinc barát küldöncét. Este van már, mire Rómeó és Boldizsár megérkeznek a kriptához. Rómeó egyedül hatol be a sírboltba, ahol megtalálja kedvese tetemét Tybalté mellett. Fájdalmában megissza a nála lévő mérget. Megérkezik Lőrinc barát is, aki elszörnyedve fedezi fel Rómeó holttestét. Semmit nem tud már tenni, mert Júlia éledezni kezd a tetszhalott állapotból. A barát arra kéri őt, hogy menjen vele, ám a lány erre nem hajlandó, mert megpillantja szerelmese holttestét. Lőrinc barát egyedül hagyja el a kriptát. Júlia nem akar tovább élni, miután Rómeó meghalt. A méregfiola azonban már üres, ezért Rómeó tőrével szíven szúrja magát.
Másnap hajnalban mindkét család ismét a hercegi székhely elé vonul felravatalozott halottaival. A herceg szavai mindkét családot rádöbbentik arra, hogy hová vezetett gyűlölködésük. A kettős temetés a két család megbékélésének kezdetét is jelenti…

## Így készült a film

### Rendezői elképzelések
Franco Zeffirelli először színpadi rendezőként vált világhírűvé. Operarendezései ma már legendának számítanak, és neki köszönhető, hogy a 20. század második felében hatalmas Shakespeare-kultusz bontakozott ki Olaszországban. Ezek után nem meglepő, hogy filmrendezői pályafutásában is kiemelt szerep jutott az operának és Shakespeare-nek. A Richard Burton és Elizabeth Taylor főszereplésével készült A makrancos hölgy (1967) című Shakespeare-filmje nagy sikert aratott a kritikusok és a közönség körében. E kedvező fogadtatás után teljesen természetesnek tűnt, hogy a Mester következő filmje szintén egy Shakespeare-adaptáció legyen. A Rómeó és Júlia egyáltalán nem esetleges választás volt. Európa, sőt tulajdonképpen az egész világ akkoriban a hippi- és diákmozgalmaktól volt hangos, mindennek keletje volt, ami valamilyen formában a fiatalsággal és a szerelemmel állt kapcsolatban. Zeffirelli azt nyilatkozta, hogy filmjét kifejezetten a fiataloknak szánja, hiszen Rómeó, Júlia, Mercutio, Tybalt vagy Benvolio valójában olyanok, mint bármelyik mai fiatal. Szeretnének kívül maradni szüleik gyűlölködésén és háborúskodásán: Rómeó tulajdonképpen egy érzékeny és naiv pacifista, a 14 esztendős Júlia pedig sokkal erősebb és bölcsebb, mint amit az életkora indokolna. A rendező úgy döntött, hogy a Shakespeare által megírt életkorú színészeket keres a főszerepekre.
Zeffirelli több száz jelentkezőt hallgatott meg a főszerepekre. Ma már kissé meglepőnek tűnik, de annak idején egészen komolyan felmerült az a lehetőség, hogy Rómeót Paul McCartney játssza. A zenésznek voltak ugyan filmes tapasztalatai, ám Richard Lester híres Beatles-filmjeiben tulajdonképpen csak önmagát alakította. McCartney nem érezte magát alkalmasnak arra, hogy klasszikus szerepet játsszon, ezért visszautasította Zeffirelli felkérését. A Mester végül a 17 éves Leonard Whiting személyében találta meg az ideális Rómeót. Szerinte az ifjút az arca és az egész lényére jellemző finom melankólia tökéletesen alkalmassá tette a szerepre. A 16 esztendős Olivia Hussey szintén felkeltette Zeffirelli érdeklődését, azonban a rendező úgy vélte, a lányka túl kövér Júlia szerepére. Egy másik jelentkezőt választott, aki viszont súlyos hibát követett el: a forgatás kezdete előtt levágatta a haját, és ezzel tönkretette azt a hatást, ami miatt megkapta a szerepet. Ezért Zeffirelli egy újabb olvasópróbára hívta Hussey-t, akiről időközben megváltozott a véleménye: „Klasszikus szépség, elbűvölő szemekkel és egyfajta nyers erővel” – nyilatkozta a kamaszlányról. Továbbra is úgy gondolta azonban, hogy Oliviának van némi súlyfölöslege, ezért szigorú diétát rendelt el, és kategorikusan megtiltotta számára a tésztafogyasztást. A tervezett szerelmi jelenet Hussey életkora miatt okozott némi problémát: a rendezőnek külön engedélyt kellett szereznie ahhoz, hogy a még kiskorú leányt félmeztelenül mutassa ebben az epizódban. Az esethez kapcsolódó későbbi mulatságos közjáték, hogy a színésznő hivatalosan nem vehetett részt saját filmje londoni premierjén, mert nem volt még 18 éves, ezért a brit törvények szerint nem tekinthette meg a meztelenséget tartalmazó játékfilmet.
Zeffirelli a szigorúság ellenére atyai szeretettel bánt fiatal szereplőivel, és talán emiatt terjedt el az a valótlan pletyka, hogy Olivia igazából az ő lánya. A Mester nem akart a fiatalokra tőlük idegen szerepjátszási stílust erőltetni, hanem azt szerette volna, hogy Leonard és Olivia saját fiatalságukkal és addigi tapasztalataikkal hitelesítsék Rómeó és Júlia alakját, és megtalálják a közös vonásokat valós énjük és a szereplők személyisége között. Állítólag a két fiatal között a való életben is szerelem szövődött, sőt el is jegyezték egymást. Az ilyesfajta románcokról szóló híradások kb. az 1980-as évektől kezdve gyakori velejárói lettek egy-egy új – főleg hollywoodi – produkció reklámhadjáratának. Ennek ellenére nem kizárt, hogy a privát románc híre már a Rómeó és Júlia esetében is csupán reklámfogás volt. Whiting mindazonáltal azt nyilatkozta, hogy Oliviának mindig is különleges helye lesz a szívében. (A magánéletben végül is nem jöttek össze hosszú távon.)
A szereposztásból érdemes még néhány nevet kiemelni. A kitűnő ír színész, Milo O’Shea szakmai tapasztalataival segítette a fiatal címszereplőket. Michael York korábban már dolgozott Zeffirellivel előbb színházban, majd A makrancos hölgy filmváltozatában. A rokonszenves színész az 1970-es évek egyik nemzetközi sztárja lett, számos világsikerű produkcióban kapott fontos szerepeket. A Montague-nét játszó Esmeralda Ruspoli a valóságban hercegnő volt, Carlo Maurizio Ruspoli herceg lánya. Nagyapja, Giuseppe Volpi a művészetek pártfogója volt, az ő támogatásával indult el például a Velencei filmfesztivál. Esmeralda a színészkedés mellett portrékat festegetett. John McEnery kis híján lemaradt Mercutio szerepéről egy mandulaműtét miatt, melynek következtében a meghallgatáson egy hang sem jött ki a torkán. Egy hónappal később azonban kapott még egy lehetőséget, és oly meggyőző volt, hogy bekerült a stábba.

### Előkészületek
Noha Zeffirelli meg akarta őrizni főszereplői természetességét és spontaneitását, arra természetesen szükség volt, hogy felkészítse őket a szerepeikre. Szerencsére sem Leonard, sem Olivia nem volt teljesen amatőr, rendelkeztek némi szakmai tapasztalattal. Whiting Artful Dodgert játszotta az Oliver! színpadi változatában, a Love for Love című darabban pedig még énekelt is. Olivia olyan kitűnő színésznő mellett léphetett fel a színpadon, mint Vanessa Redgrave, akivel Londonban a The Prime of Miss Jean Brodie című darabban játszott. A forgatás előtt egy hónappal a két fiatal beköltözött Zeffirelli római villájába. Meg kellett tanulniuk a XV. századi járásmódot, Leonardnak pedig lovagló- és vívóleckéket is kellett vennie. Olivia ezalatt táncórákon vett részt: érdekes módon ez jobban ment neki, mint a korabeli járás megtanulása. Természetesen effajta felkészítésen a stáb többi tagjának is részt kellett vennie. Nehéz pillanatokból kijutott Pasqualino De Santis operatőrnek és a segédoperatőröknek is, hiszen amikor a cselekmény (és a rendező) azt kívánta, lóhátról kellett felvenni bizonyos képsorokat. A tényleges forgatás egyébként 1967. június 29-én kezdődött. A báli jelenet forgatását viszont kis időre el kellett halasztani, mivel Olivia Hussey egy forgatási szünetben felhorzsolta az ajkát. Partnerével ugyanis szórakozásból futballoztak (!), és Whiting véletlenül rosszul célzott a labdával.

### Forgatási helyszínek
Zeffirelli célja az volt, hogy a helyszínek, a díszletek és a jelmezek – ezeket a legjobb minőségű francia bársonyokból és brokátokból készítette Danilo Donati jelmeztervező – egyaránt autentikusak legyenek. Az „olasz szellemiség” visszaadására törekedett, arra, hogy a fények, a terek, az épületek a korhangulatot tükrözzék vissza. A legfontosabb helyszínek az alábbiak voltak.
- Az erkélyjelenet helyszíne a Rómától bő 30 kilométerre, Artenában található Palazzo Borghese volt, melyet a 16. században építtetett Scipione Borghese bíboros.
- A templomi jelenetek felvétele a Rómától kb. 80 km-re fekvő Tuscania St. Pietro nevű, román stílusú templomában zajlott.
- A kriptajelenetet ugyancsak Tuscaniában vették fel.
- A Capuletek palotája a Siena tartományban, Pienza városában található Palazzo Piccolomini volt. Az épületet II. Piusz pápa parancsára építették 1459 és 1462 között.
- Az utcai jeleneteket szintén Pienzában vették fel.
- A vívójelenetek helyszínét Umbria tartomány Gubbio nevű városában találták meg.

### A filmzene
A kísérőzene megkomponálására Federico Fellini állandó alkotótársát, Nino Rotát kérték fel. Összhangban azzal a shakespeare-i gondolattal, hogy a zene a szerelem tápláléka, Rota olyan muzsikát komponált, amelynek középpontjában a szerelem áll. Zeffirelli általános elképzeléseinek megfelelően a zeneszerző is kiemelt figyelmet fordított a korhűségre, ami a hangszerelésben és a zenei stílusban nyilvánult meg. A híres szerelmi téma egyszerre idézi fel az ártatlanságot, az első szerelem érzésének hevességét és gyötrelmeit. Ez a szerzemény azóta igazi klasszikus lett, amely számos előadó repertoárjában kapott helyet. Kétféle angol szöveg is készült hozzá. Az egyiket Eugene Walter írta – ez hallható a filmben – What Is a Youth? címmel. A másik szövegváltozat Larry Kusik és Eddie Snyder nevéhez fűződik: A Time for Us. Ezt a verziót énekelte például Engelbert Humperdinck is: felvétele az 1970-es években gyakran szerepelt a Magyar Rádió zenei programjaiban. A harmadik szöveg olasz nyelvű, Ai Giochi Addio címmel Elsa Morante írta, és olyan operasztárok énekelték, mint Luciano Pavarotti és Natasha Marsh. Josh Groban az A Time for Us szövegét énekelte olaszul Un giorno per noi címmel. Táblázatban összefoglalva:
| Zene                                                            | Szöveg                                                                                      | Cím                              | Előadó                              | ISWC            |
| Nino Rota IPI 00583704237                                       | Eugene Walter IPI 00041198002                                                               | What is a Youth                  | Glen Weston                         | T-902.144.664-0 |
| Nino Rota IPI 00583704237                                       | Elsa Morante                                                                                | Ai giochi addio                  | Bruno Filippini , Luciano Pavarotti |                 |
| Nino Rota IPI 00583704237                                       | Larry Kusik IPI 00016896359, Eddie Snyder IPI 000029041899                                  | A Time for Us                    | Andy Williams                       |                 |
| Giovanni Rota IPI 00449819409                                   | Larry Kusik IPI 00016896359, Eddie Snyder IPI 000029041899, Alfredo Rapetti IPI 00047425285 | Giorno per noi                   | Josh Groban                         | T-909.368.594-0 |
| Nino Rota IPI 00583704237, Henry Mancini Nicola IPI 00019313012 | zenekari                                                                                    | Love theme from Romeo and Juliet | Henry Mancini and His Orchestra     | T-902.705.918-3 |
| Nino Rota IPI 00583704237, Siae Parti IPI 00039754844           | Eugene Walther IPI 00041198002                                                              | Love theme from Romeo and Juliet | Glen Weston                         | T-902.144.664-0 |

## Bakik
A következő felsorolás a Rómeó és Júlia legfeltűnőbbnek tartott hibáiból válogat.
- A nyitó Capulet és Montague-k közti harci jelenetben Tybalt kiszúrja Benvolio bal szemét a kardjával. Utána a következő jelenetben, amikor Benvolio és Rómeó találkozik, egyáltalán nincs jele sérülésnek vagy fájdalomnak.
- Benvolio jobb karját bekötözi Rómeó anyja a vívás után, azonban ez sem látható amikor Rómeóval találkozik.
- A reneszánsz piactéren paprikát is árulnak, holott ekkor még nem fedezték fel Amerikát, ahonnan a paprika származik.
- Amikor Rómeó és Benvolio megérkeznek a Capuletek báljára, Benvolio megáll, majd elindul. A következő snittben azonban megint pontosan ott áll, ahol először megtorpant.
- A báli jelenetben egy nagytotálban azt látjuk, hogy az énekes egy maszkban énekel, holott a jelenet elején levette azt.
- Amikor Rómeó Mercutio halála után Tybalt után fut, Boldizsár utánaszalad, és elveszíti a kalapját a téren. Mire azonban utoléri Rómeót, a kalapja ismét megvan.
- Miután Tybaltot leszúrják, az ingén lévő vérfolt helye állandóan változik.
- A hálószobai jelenetben Júlia karja a mellkasán fekszik, a következő snittben azonban a teste mellett pihen.
- Amikor Capulet „holtan” találja Júliát a hálószobájában, a közeli képeken látható, amint a színésznő észrevehetően lélegzik.
- Amikor Rómeó a kriptában Tybalt holttestéhez beszél, tisztán látható, amint Tybalt lélegzik.
- A kriptajelenetben Júlia karjainak helyzete szintén többször változik Rómeó monológja közben.
- Az eredeti drámának megfelelően a herceg a temetési jelenetben azt mondja: „…s én, mert tűrtem viszálytok, két atyafit vesztek: így bűnhődünk mind”.[6] A filmváltozatban azonban csak Mercutio halt meg a herceg rokonai közül, Páris – akit a darabban Rómeó szintén megölt – életben maradt.

## Szereplők
| Szereplő        | Színész              | Magyar hang            | Magyar hang            |
| Szereplő        | Színész              | 1. szereposztás (1970) | 2. szereposztás (1981) |
| --------------- | -------------------- | ---------------------- | ---------------------- |
| Rómeó           | Leonard Whiting      | Fodor Tamás            | Józsa Imre             |
| Júlia           | Olivia Hussey        | Venczel Vera           | Málnai Zsuzsa          |
| Mercutio        | John McEnery         | Kern András            | Kern András            |
| Lőrinc barát    | Milo O’Shea          | Tyll Attila            | Tyll Attila            |
| Dajka           | Pat Heywood          | Szemes Mari            | Szemes Mari            |
| Herceg          | Robert Stephens      | Szabó Gyula            | Ujréti László          |
| Tybalt          | Michael York         | Tordy Géza             | Cseke Péter            |
| Benvolio        | Bruce Robinson       | Benkő Péter            | Straub Dezső           |
| Capulet         | Paul Hardwick        | Szabó Ottó             | Gera Zoltán            |
| Capuletné       | Natasha Parry        | Békés Rita             | Szegedi Erika          |
| Montague        | Antonio Pierfederici | Somogyvári Rudolf      | Bodor Tibor            |
| Montague-né     | Esmeralda Ruspoli    | Kohut Magda            | Földi Teri             |
| Páris           | Roberto Bisacco      | Lőte Attila            | Oszkay Csaba           |
| Baltazár        | Keith Skinner        | ?                      | Szokol Péter           |
| Péter           | Roy Holder           | ?                      | ?                      |
| Sámson          | Dyson Lovell         | ?                      | ?                      |
| György          | Richard Warwick      | ?                      | ?                      |
| Ábrahám         | Ugo Barbone          | ?                      | ?                      |
| Leonardo        | Bruno Filippini      | ?                      | ?                      |
| János barát     | Aldo Miranda         | ?                      | ?                      |
| Tybalt segédje  | Dario Tanzini        | ?                      | ?                      |
| Narrátor (hang) | Laurence Olivier     | Avar István            | Versényi László        |

## Fontosabb díjak és jelölések

### Oscar-díj
- 1969 díj Pasqualino De Santis (legjobb operatőr)
- 1969 díj Danilo Donati (legjobb jelmez)
- 1969 jelölés Franco Zeffirelli (legjobb rendező)
- 1969 jelölés Anthony Havelock-Allan, John Brabourne (legjobb film)

### Golden Globe-díj
- 1969 díj legjobb angol nyelvű külföldi film
- 1969 díj Leonard Whiting (legígéretesebb új színész)
- 1969 díj Olivia Hussey (legígéretesebb új színésznő)
- 1969 jelölés Franco Zeffirelli (legjobb rendező)
- 1969 jelölés Nino Rota (legjobb filmzene)

### BAFTA-díj
- 1969 díj Danilo Donati (legjobb jelmez)
- 1969 jelölés Nino Rota (Anthony Asquith-díj a legjobb filmzenéért)
- 1969 jelölés Franco Zeffirelli (legjobb rendező)
- 1969 jelölés Lorenzo Mongiardino (legjobb díszlet)
- 1969 jelölés Reginald Mills (legjobb vágás)
- 1969 jelölés John McEnery (legjobb férfi mellékszereplő)
- 1969 jelölés Pat Heywood (legjobb női mellékszereplő)

### David di Donatello-díj
- 1969 díj Franco Zeffirelli (legjobb rendező)

### Ezüst Szalag díj
- 1969 díj Franco Zeffirelli (legjobb rendező)
- 1969 díj Nino Rota (legjobb filmzene)
- 1969 díj Pasqualino De Santis (legjobb operatőr, színes film)
- 1969 díj Danilo Donati (legjobb jelmez)
- 1969 díj Luciano Puccini (legjobb díszlet)

## Botrány fél évszázad után
2023. január 4-én szárnyra kelt a hír, hogy a 71 éves Olivia Hussey és filmbéli partnere, a 72 éves Leonard Whiting beperelte a kaliforniai bíróságon a Paramount Pictures filmstúdiót, mert Franco Zeffirelli rendező fiatalkorúakként ábrázolta őket meztelenül filmjében.